# Grenzübergang Rudolphstein/Hirschberg

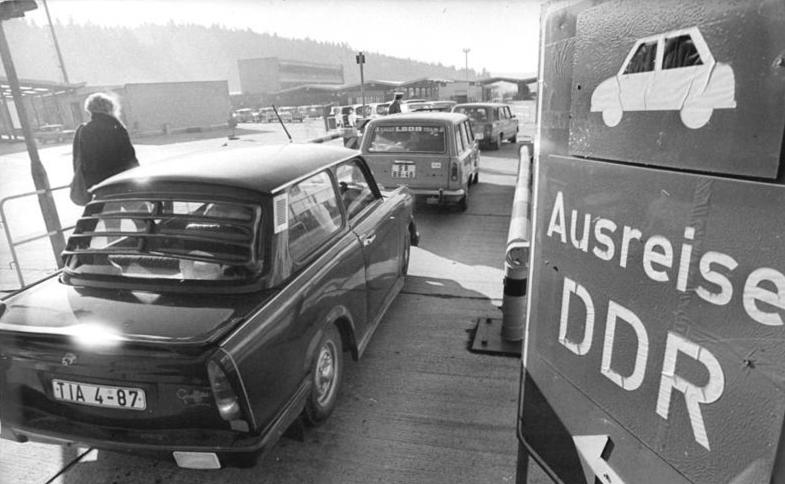
Hirschberg, Grenzübergang 10. November 1989

Der Grenzübergang Rudolphstein/Hirschberg war einer der wenigen für Kraftfahrzeuge passierbaren Grenzübergänge an der Innerdeutschen Grenze zwischen der DDR und der Bundesrepublik Deutschland. Er lag an der Autobahn 9, am Ende der Transitstrecke, zwischen den Gemeinden Rudolphstein (Oberfranken/Bayern) und Hirschberg (Bezirk Gera, heute Thüringen). In Betrieb genommen wurde er im Dezember 1966 nach Wiederherstellung der 1945 zerstörten Saalebrücke Rudolphstein.
Im Jahr 1976 wurde der Italiener Benito Corghi am Grenzübergang von DDR-Grenzposten unter ungeklärten Umständen erschossen. 